# سرزه سفلی (رودان)
سرزه سفلی، روستایی در دهستان رودخانه بخش رودخانه شهرستان رودان در استان هرمزگان ایران است.

## ویژگی‌ها
این روستا یکی از قدیمی ترین روستاهای بخش رودخانه می باشد. قبرستان قدیمی سرزه سفلی مدفن بسیاری از بزرگان وخاندان اقوام این بخش می باشد. قنات (کهن) سرزه نیز دارای قدمتی بسیار است. از مهم ترین خاندان این بخش می توان از فامیل مهرانی نام برد.این روستا در ۳ کیلومتری مرکز رودخانه (زیارت علی)واقع شده است.

## جمعیت
بر پایه سرشماری عمومی نفوس و مسکن در سال ۱۳۹۵، جمعیت این روستا برابر با ۱۸۲ نفر (۴۸ خانوار) بوده‌است.